# NGC 5888
NGC 5888 је спирална галаксија у сазвежђу Волар која се налази на NGC листи објеката дубоког неба.
Деклинација објекта је + 41° 15' 52" а ректасцензија 15h 13m 7,4s. Привидна величина (магнитуда) објекта NGC 5888 износи 13,4 а фотографска магнитуда 14,2. NGC 5888 је још познат и под ознакама UGC 9771, MCG 7-31-38, CGCG 221-37, PGC 54316.